# Olga Dzawara
Olga Dzawara (gr. Όλγα Τζαβάρα; ur. 21 listopada 1924 w Atenach, zm. 25 czerwca 2013) – grecka strzelczyni, wielokrotna mistrzyni Europy w trapie. 
Była jedyną córką w mieszczańskiej rodzinie ateńskiej. Początki Dzawary ze strzelectwem miały miejsce w połowie lat 50., gdy wraz z wujem Konstandinosem Likurisem była na zawodach w strzelaniach do rzutków, rozgrywanych w Egipcie. W 1955 roku pojechała jako obserwatorka na igrzyska śródziemnomorskie do Barcelony. Niedługo potem kupiła swoją pierwszą broń, a jej trenerem został Joanis Kutsis (olimpijczyk i medalista mistrzostw świata). 
Dzawara zdobyła pięć złotych medali na mistrzostwach Europy w trapie kobiet. Tytuły wywalczyła w latach 1958, 1959, 1960, 1961 i 1962. Jej wynik z mistrzostw Europy w 1961 roku był rekordem świata (165 punktów na 200 możliwych).